# سيرانغ
سيرانغ (بالإنجليزية: Serang)‏ هي مدينة تقع في إندونيسيا في بانتن. يقدر عدد سكانها بـ 643,101 نسمة ومساحتها 267 كم2 وترتفع عن سطح البحر 39 متر.

## أعلام
- ماريا الفاح سانتوسو